# Tournoi international de Cestas
Le Tournoi international de Cestas est une importante compétition par clubs de kayak-polo européen, organisée par le club Sport athlétique Gazinet-Cestas qui se déroule à Cestas, en France.